# Herb Bolesławca
Herb Bolesławca – jeden z symboli miasta Bolesławiec w postaci herbu.

## Wygląd i symbolika
Herb przedstawia na białej tarczy herbowej czerwone, ceglane i blankowane mury obronne z trzema czerwonymi wieżami. W otwartej bramie miejskiej widnieje złota tarcza z czarnym orłem dolnośląskim. Każda z wież ma trzy blanki i jedno okno łukowe oraz stożkowy szary dach, z czego środkowa wieża ma dach nieco większy.